# 강민 (1968년)
강민(1961년 3월 19일 ~ )은 대한민국의 가수 겸 리포터이다.

## 주요 경력
- 2002년 《강민 1집》을 발표하여 정식 가수 데뷔.

학력
- 고려대학교 대학원 생명환경공학과

## 음반
- 2002년 남자처럼 여자처럼
- 2005년 남자의 일생
- 2008년 남자답게
- 2010년 큰소리 뻥뻥 / 남자답게
- 2012년 Welcome To Korea
- 2013년 세월아 청춘아
- 2014년 강민 최신 트로트
- 2014년 강민 2014 (해운대 밤거리)
- 2015년 나 아직은 / 세월아 청춘아 / 해운대 밤거리
- 2018년 평창동계올림픽 국민응원가 평창아리랑 작사.작곡.편곡
- 2018년 유네스코등재 당진 기지시 줄다리기 주제가 의여차줄당겨라 작사.작곡.노래
- 2018년 강민단독 전국콘서트. 투어 중 (대구.광주.경주.부산.서울.대전)

## 홍보대사
- 2012년 제주특별자치도 홍보대사
- 2012년 안동시 홍보대사
- 2012년 평창군 홍보대사
- 2013년 순천만 국제정원박람회 홍보대사